# Nikoła Minczew
Nikoła Georgiew Minczew, bułg. Никола Георгиев Минчев (ur. 13 września 1987 w Perniku) – bułgarski prawnik i polityk, deputowany krajowy, w latach 2021–2022 przewodniczący Zgromadzenia Narodowego, poseł do Parlamentu Europejskiego X kadencji.

## Życiorys
Ukończył szkołę średnią w Sofii, a następnie studia prawnicze na Uniwersytecie Sofijskim im. św. Klemensa z Ochrydy. Uzyskał uprawnienia adwokata, podjął praktykę prawniczą w ramach jednej z największych bułgarskich kancelarii „Dżingow, Guginski, Kjuczukow i Weliczkow”. W 2021 związał się z ugrupowaniem Kontynuujemy Zmianę, które założyli Kirił Petkow i Asen Wasilew. W listopadzie tegoż roku z jego ramienia uzyskał mandat deputowanego do Zgromadzenia Narodowego 47. kadencji. 3 grudnia 2021 wybrano go na przewodniczącego bułgarskiego parlamentu. W czerwcu 2022, po rozpadzie koalicji rządowej, parlament odwołał go z tej funkcji.
W wyborach z października 2022 oraz kwietnia 2023 z powodzeniem ubiegał się o poselską reelekcję. W 2024 został natomiast wybrany do Europarlamentu X kadencji, będąc liderem listy wyborczej centrowej koalicji PP-DB.